# محوطه کنگرینه
محوطه کنگرینه مربوط به دوره اشکانیان است و در شهرستان خرم‌آباد، بخش پاپی، دهستان کشور، ۶۰۰ متری غرب روستای مرگ سر واقع شده و این اثر در تاریخ ۲۸ اسفند ۱۳۸۵ با شمارهٔ ثبت ۱۸۵۷۶ به‌عنوان یکی از آثار ملی ایران به ثبت رسیده است.